# Grad Šalek
Grad Šalek (nemško Schallegg) se nahaja na griču nad naseljem Šalek v Velenju in velja za najpomembnejši arhitekturni spomenik v dolini po katerem se imenuje tudi celotna Šaleška dolina. Grad so poimenovali po grofu: Egeloffus de Shelek. Zgrajen je bil v 12. stoletju in opuščen v 18. stoletju. Razvalina trioglatega stolpa, ki stoji še danes je pomembna zaradi svoje zgodovinske vloge, dominirane, eksponirane lege. Trioglati stolp je najstarejši del gradu in ima do 2,5 metra debele zidove s trikotnim tlorisom, ki je edinstvena funkcija v Evropi.

## Zgodovina
Grad se prvič omenja leta  1278 kot haus Schalekke. V tem času je že bil v rokah krške škofije. Na gradu so takrat gospodovali Šaleški vitezi, ki so kot krški ministeriali omenjeni že leta 1264, ko se omenja Egelof Šaleški (Egeloffus de Shelek habeat ius patronatus in Capella sancti Martini ante Shelek). Leta 1314 je vitez Nikl – Nikolaj Šaleški prodal utrdbo svojemu sosedu Otonu Ekenštajnskemu in njegovi ženi Evfemiji. Leta 1335 je krški škof Lovrenc v Vitanju grad in njegovo posest podelil v fevd svobodnemu gospodu Frideriku Žovneškemu. Tako so po letu 1341 grad imeli Celjski grofje, ki pa so ga oddajali svojim vitezom naprej v sekundarni fevd. Leta 1353 so ga oddali v zajem Niklasu Kienbergerju. Kot sekundarni fevdniki so na gradu najdaljši čas bivali vitezi Rifniški, ki so ga upravljali od leta 1371, ko ga je najel Mert – Martin Rifniški, do 1428. Grad se takrat omenja kot vest Schallek. Celjski grofje so ta fevd pridobili v svojo svobodno last alod. Grad je po njihovem izumrtju leta 1456 prešel v deželnoknežje roke, ti pa so ga nato prodali naprej.
Leta 1561 so ga posedovali štirje lastniki, leta 1575 pa se v šoštanjskem urbarju omenja kot njegov lastnik Erazem Raumschüssel, kateremu je grad podelil deželni knez. Raumschüssli so grad posedovali do leta 1664, ko ga je Marjeta Raumschüssel, rojena baronica Buchheim prodala svojemu bratrancu baronu Otonu Taufenbachu. Po njegovi smrti leta 1695 je grad posedoval baron Ferdinand Leopold Teufenbach, ki se kot lastnik omenja leta 1708. Leta 1722 so lastniki baroni Maurburgi, leta 1732 pa baron Johan Jožef Gabelkhoven, ki je gospoščino združil z gradom Turn pri Velenju. Okoli leta 1770 je grad pogorel in bil opuščen in je danes v razvalinah.